# Kira Roudyk
Kira Oleksandrivna Roudyk, née le 14 octobre 1985 à Oujhorod, est une femme politique ukrainienne. Elle siège comme députée à la Rada depuis 2019 et dirige le parti Voix depuis 2020.

## Biographie

### Famille et vie privée
Kira Roudyk naît le 14 octobre 1985 à Oujhorod,.
Sa mère est une ballerine et son père était ouvrier de l'usine d'Uzhgorodpribor. Après l'effondrement de l'URSS avec la fermeture de l'entreprise, son père est devenu opérateur et a commencé à filmer des mariages, et sa mère est partie travailler aux États-Unis. Après cela, ses parents ont divorcé et Kira est restée avec son père et sa grand-mère. Kira n'a revu sa mère qu'après 8 ans, à l'âge de 19 ans. Le père de Kira est maintenant à la retraite et vit à Oujhorod. Sa mère est restée en Amérique et vit à New York ; elle s'est remariée.
L'état matrimonial de Kira Roudyk est inconnu. Elle élève une fille.

### Formation et carrière
Kira Roudyk est diplômée de l'école secondaire d'Oujhorod №1 avec une médaille d'or, tout en étudiant dans une école de musique, faisant du ballet et de la danse.
Ayant obtenu en 2008 un diplôme en systèmes et technologies de contrôle de l'information à la faculté d'informatique de l'Académie Mohyla de Kiev, elle travaille dans plusieurs sociétés informatiques en Ukraine et aux États-Unis. En 2005, elle commence à travailler dans le domaine informatique comme testeur logiciel à Software MacKiev. Elle exerce ensuite des fonctions de direction chez MiMedia (2010-2013) et à TechTeamLabs (2013-2016). Elle passe ainsi du statut de testeur à celui de « top manager ».
En 2016-2019, elle est directrice opérationnelle en chef de la filiale ukrainienne de Ring, qui s'occupe des systèmes de sécurité à domicile. En 2018, la société américaine Amazon a acheté Ring Labs, qui appartenait à James Siminoff, pour environ 1 milliard de dollars.

### Carrière politique
Candidate aux élections législatives ukrainiennes de 2019 sur la liste du parti Voix (Holos), Kira Roudyk est élue députée,. Après la démission de Sviatoslav Vakartchouk de la direction de Voix le 12 mars 2020, elle est élue pour le remplacer,.
Au Parlement, elle fait voter plusieurs lois soutenant la transformation numérique de l'Ukraine.
En juin 2020, elle signe une résolution visant à démettre Arsen Avakov de la fonction de ministre de l'Intérieur.
Le 4 septembre 2020, selon le journal Ukrainskaya Pravda, qui se réfère au portail Internet officiel d'informations juridiques de la Russie, Kira Roudyk est incluse dans la liste des personnes contre lesquelles des sanctions ont été imposées par la fédération de Russie.
Lors de l'invasion russe de 2022, elle participe à des cours de tir avec d'autres députés, supervisés par d'anciens militaires et policiers ; ils rejoignent ensuite les volontaires civils armés de la Défense territoriale.

## Distinctions
En 2019, le magazine Novoye Vremya mentionne Kira Roudyk dans le top 100 des femmes qui réussissent en Ukraine et le magazine Focus dans la liste des 33 meilleurs managers d'Ukraine. En 2020, Focus la place 34e dans sa notation des « 100 femmes les plus influentes d'Ukraine ».